# Niedergebra

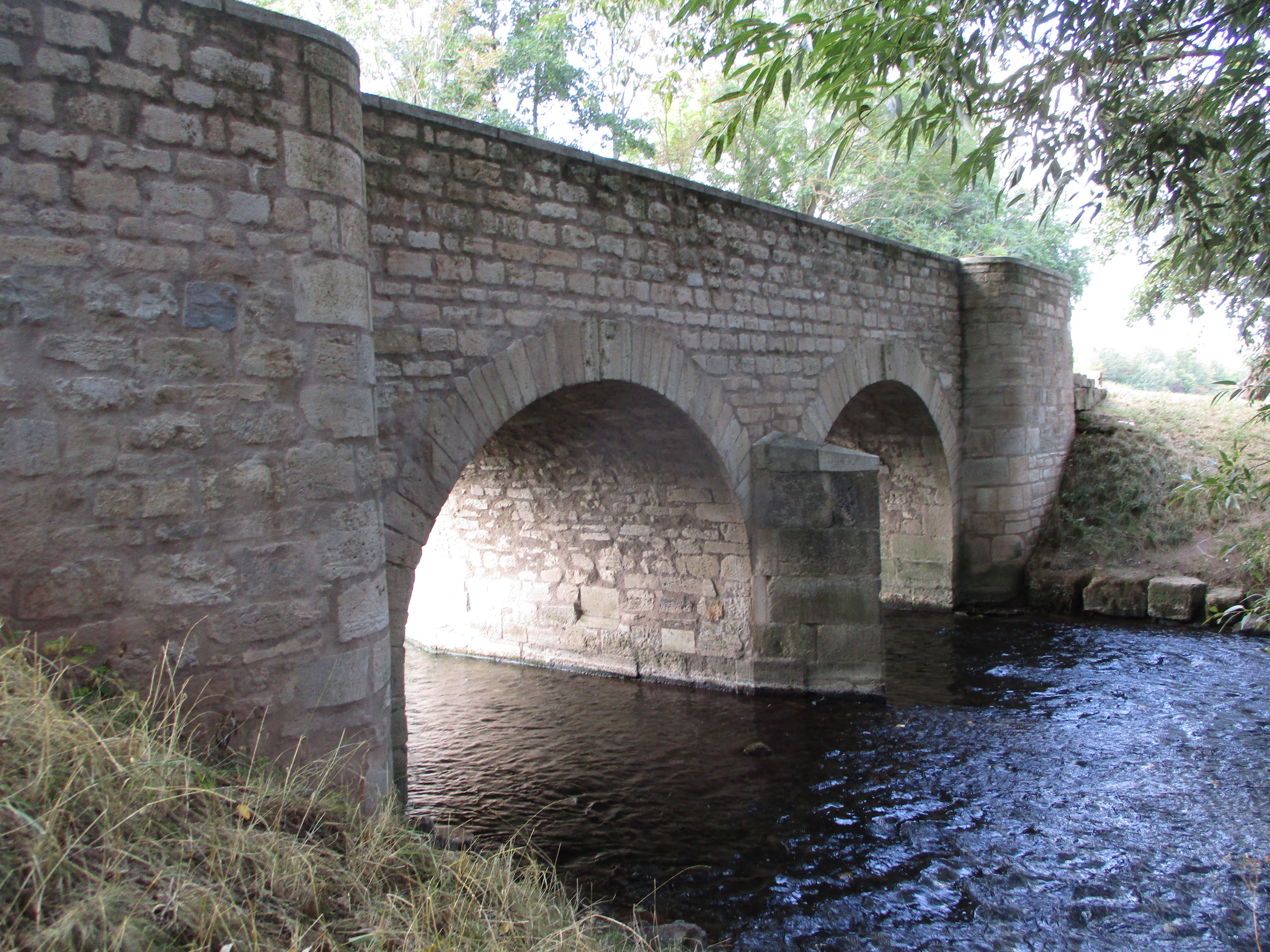
Vieux pont à Niedergebra

Niedergebra est une municipalité allemande du land de Thuringe, dans l'arrondissement de Nordhausen, au centre de l'Allemagne.